# بری آکروید
بری آکروید (انگلیسی: Barry Ackroyd؛ زادهٔ ۱۲ مهٔ ۱۹۵۴) یک فیلم‌بردار اهل بریتانیا است. 
وی فیلمبردار فیلم‌هایی همچون یونایتد ۹۳، بادی که کشتزار جو را تکان می‌دهد، نزاع در سیاتل، هر کس سینمای خودش، مهلکه، منطقه سبز، اراذل و اوباش و کاپیتان فیلیپس بوده است.
آکروید برنده جایزه بفتا بهترین فیلم‌برداری در سال ۲۰۰۹ برای فیلم مهلکه شده است.